# Cucungará
Cucungará es una ciudad menor peruana, capital del distrito de Cura Mori, perteneciente a la provincia y departamento de Piura, al norte del Perú. 

## Ubicación
Cucungará se ubica al oeste de la provincia de Piura, en el distrito de Cura Mori, en el departamento de Piura.

## Demografía
En 2017 Cucungará tenía una población de 8857 habitantes.
| Gráfica de evolución demográfica de Cucungará entre 1993 y 2017 |
|                                                                 |
| Fuentes: Población 1993 y 2017                                  |